# Londoner Kutschenstreit
Der Londoner Kutschenstreit (französisch Guerre de préséance, englisch Contest for precedence) war ein diplomatischer Zwischenfall, der sich am 30. September 1661 in London zutrug. Er spitzte den schwelenden Rangstreit zwischen dem Königreich Frankreich und dem Königreich Spanien zu.

## Hergang

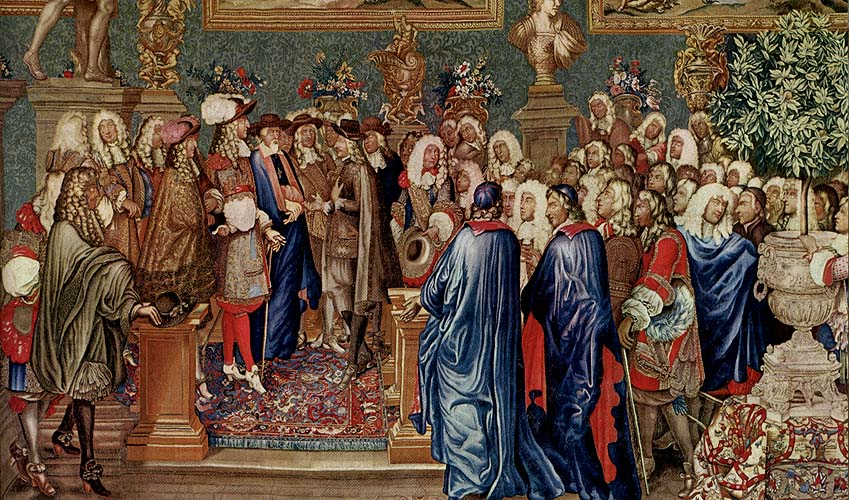
Entschuldigungsaudienz des spanischen Gesandten vor Ludwig XIV. am 24. März 1662

Nachdem eine Zeit lang beide Seiten den protokollarischen Vorrang ihrer Repräsentanten für sich reklamiert hatten, eskalierte der Konflikt anlässlich des Einzugs des neuen schwedischen Botschafters Per Brahe in London. Sowohl der französische Botschafter Godefroy d’Estrades als auch der spanische Botschafter Charles de Watteville nahmen für sich in Anspruch, mit ihren Kutschen an der Spitze des Zuges zu fahren. Beide Seiten waren zuvor gut instruiert worden. Besonders Ludwig XIV. bestand darauf, dass Frankreich als Vormacht Europas den Vorrang vor jedem anderen hatte. Es kam schließlich auf dem Weg nach Whitehall zum Eklat: Die Franzosen hatten sich gut bewaffnet. Doch im folgenden Handgemenge, das mehrere Todesopfer forderte, gewannen die Spanier die Oberhand, da sie vorsorglich zahlreiche Schaulustige bestochen hatten. Spanier und „verpflichtete“ Anwohner töteten die Pferde vor der französischen Kutsche sowie Angehörige der Delegation des französischen Botschafters. Daher konnten die Franzosen nur noch nachrangig am Einzug teilnehmen.

## Drohungen von LudwigXIV.
Damit hatten die Spanier genau das geliefert, was Ludwig XIV. erhofft hatte, nämlich eine erneute (absichtlich provozierte, d. h. fingierte) vermeintliche Beleidigung der französischen Krone. Der König von Frankreich reagierte umgehend: Der spanische Botschafter in Frankreich wurde des Landes verwiesen, der Botschafter Frankreichs in Spanien abgezogen. Ludwig XIV. forderte eine öffentliche Entschuldigung des Königs von Spanien und den uneingeschränkten Vorrang Frankreichs in allen Angelegenheiten und an allen Höfen Europas. Sollte Spanien diesen Forderungen nicht nachkommen, so würde Frankreich in Spanien einmarschieren und die Spanischen Niederlande annektieren. Wohl wissend, dass Spanien zahlungsunfähig war und über keine Truppen mehr verfügte, nachdem es erst 1659 im Pyrenäenfrieden einen langen Krieg mit Frankreich verloren hatte, blieb Spanien nichts übrig, als alle Forderungen anzuerkennen.
Der Londoner Kutschenstreit gilt als erster großer Auftritt des „Sonnenkönigs“ in der europäischen Politik. Mit dem Streit hatte Ludwig XIV. auch das Ziel verfolgt, ganz Europa zu zeigen, dass er nicht nur der mächtigste König Europas, sondern auch ein politisch erfahrener Mann war.
Der Fall wurde von einem Zeitzeugen beschrieben: Der Engländer Samuel Pepys erwähnt die Episode in seinem Tagebuch am 30. September und 4. Oktober 1661.
Interessant ist der Stimmungsbericht. Er erzählt dort: “And indeed we do naturally all love the Spanish, and hate the French.” (deutsch: „Und natürlich lieben wir wirklich alle die Spanier und hassen die Franzosen.“)

## Folgen des Kutschenstreits: Die Frage nach dem Doyen
Als Ludwig XIV. fünf Tage später von dem Vorfall in London erfuhr, ließ er den spanischen Hof mit Kriegsdrohungen unter Druck setzen. Nachdem der spanische König Philipp IV. daraufhin den Botschafter Watteville aus London abgesetzt und inhaftiert hatte und Gaspar de Teves, Marques de la Fuente, als außerordentlichen Botschafter nach Paris entsandt hatte, um dort öffentlich das Verhalten Wattevilles zu missbilligen und die demutsvolle Entschuldigungsaudienz (24. März 1662) zu vollführen, konnte Ludwig XIV. zudem noch weitere prestigeträchtige Zugeständnisse einfordern.
So wurde die Frage des Doyen, also der Rangfolge des diplomatischen Korps, mit dem bourbonischen Hausvertrag vom 15. August 1761, geklärt. Im Artikel 17 wurde vereinbart, dass in Neapel und Parma, wo die Herrscher zum Haus der Bourbonen gehörten, der französische Botschafter den Vorrang hätte, an den anderen Höfen aber der jeweils früher akkreditierte Botschafter den Vorrang haben soll.
Falls der französische und der spanische Gesandte am selben Tag akkreditiert worden wären, hätte der französische Gesandte den Vorrang.